# Johannes Frank (Geistlicher)
Johannes Frank (* 9. November 1900 in Niederscheidweiler; † 1945 in Russland verschollen) war ein römisch-katholischer Geistlicher, Steyler Missionar und NS-Opfer.

## Leben
Johannes Frank wuchs in einer Lehrerfamilie bei Wittlich im Eifel-Mosel-Raum auf. Nach dem Abitur trat er in den Orden der Steyler Missionare ein und wurde 1927 im Missionshaus St. Gabriel bei Wien zum Priester geweiht. Er unterrichtete an der Missionsschule St. Adalbert in Mehlsack (Woiwodschaft Ermland-Masuren). Bei Schließung der Schule durch die Nationalsozialisten 1941 wich Pater Frank in Schulen nach Neisse und Leobschütz aus, kehrte aber, nachdem diese ebenfalls geschlossen wurden, ins Ermland zurück und wurde unter Bischof Maximilian Kaller Pfarrer von Arys, 1942 von Flammberg. Dort flüchtete er am 19. Januar 1945 mit den letzten Bewohnern, kam krank im Pfarrhaus von Passenheim an, landete am 28. Februar in Bischofsburg und wurde zusammen mit dem Pfarrer von Passenheim, Karl Heinrich, von den Russen verschleppt. Das weitere Schicksal ist nicht bekannt.

## Gedenken
Die katholische Kirche hat Pater Johannes Frank als Blutzeugen aus der Zeit des Nationalsozialismus in das deutsche Martyrologium des 20. Jahrhunderts aufgenommen.